# Неварес, Франсиско
Франси́ко Хавье́р Нева́рес Пульгари́н (исп. Francisco Javier Nevárez Pulgarín; род. 3 декабря 2000, Сьюдад-Хуарес, Чиуауа) — мексиканский футболист, защитник клуба «Хуарес».

## Клубная карьера
Неварес — воспитанник клубов «Гвадалахара» и «Хуарес». 25 января 2018 года в поединке Кубка Мексики против УНАМ Пумас он дебютировал за основной состав последних. 16 сентября в матче против «Селаи» он дебютировал в Ассенсо MX. В 2019 году игрок помог команде выйти в элиту. 20 октября 2019 года в матче против «Пачуки» он дебютировал в мексиканской Примере. В 2024 году Неварес перешёл в американский «Эль-Пасо Локомотив» на правах аренды. 7 апреля в матче против «Нью-Мехико Юнайтед» он дебютировал в USL. 21 апреля в поединке против «Тампа-Бэй Раудис» Франсиско забил свой первый гол за «Эль-Пасо Локомотив». По окончании аренды игрок вернулся в «Хуарес».